# Bemaitso
Bemaitso è una città e comune del Madagascar situata nel distretto di Andilamena, regione di Alaotra Mangoro. 
La popolazione del comune rilevata nel censimento 2001 era pari a 7 724 unità.